# ウミテング科
ウミテング科（学名：Pegasidae）は、トゲウオ目に所属する魚類の分類群の一つ。ウミテング・テングノオトシゴなど、熱帯から温帯にかけての海で暮らす底生魚のみ2-3属8種が含まれる。学名の由来は、ギリシア神話に登場する伝説の天馬「ペガサス」（英：Pegasus）から。

## 分布・生態
ウミテング科の魚類はすべて海水魚で、インド洋から西部太平洋にかけての温暖な海に分布し、ごくまれに汽水域に進出することもある。沿岸から水深150mまでの範囲で生活する底生魚で、日本近海からは2属3種（ウミテング・テングノオトシゴ・ヤリテング）が報告されている。前二者は海底でじっとしている姿がスクーバダイビングでもしばしば観察されるが、ヤリテングは泥底に潜む習性があり、日本での生態観察記録はいまだない。
本科魚類はその特異な形態で知られている。天狗の鼻に例えられる長い吻（口先）、扇のように広がる大きな胸鰭、網目状の骨板に囲まれてごつごつした体に加え、同種内での色彩変異も多い。生態についてはほとんどわかっていないが、普段は細長い腹鰭を足のように使って海底を這うように移動し、甲殻類などの微小な底生生物を捕食するとみられている。多くの時間を海底で過ごすと考えられている一方、産卵は海面近くで行われ、仔魚は浮遊生活を送る。

## 形態

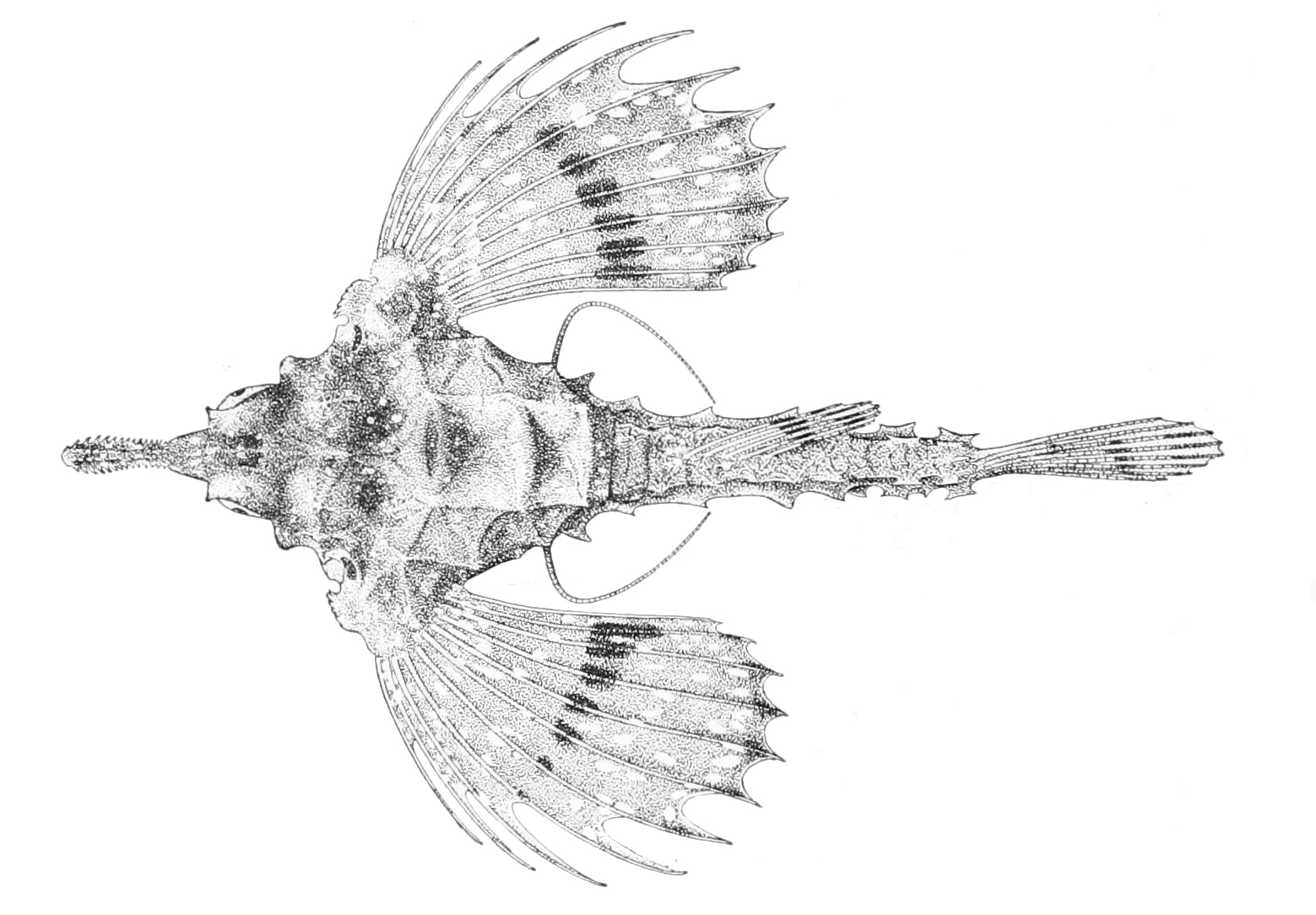
ウミテング属の1種（Eurypegasus papilio）。扇のように大きな胸鰭に対して腹鰭は非常に細長く、海底を移動する際に足のように使われる

ウミテング科の仲間は最大で全長14-18cmほどの小型魚類であり、独特な形態をもつことで知られている。体は上下に平たく縦扁し、硬い骨板で覆われる。平たく伸びた吻の下に開く口は小さく歯を欠き、顎を突き出す機構は一般的な魚類とは異なっている。浮き袋をもたない。尾柄部はリング状の骨板に囲まれ、ウミテング属は8-9個、テングノオトシゴ属は11個以上である。2属は眼のつき方にも違いがあり、ウミテング属は腹側を視界に入れることができるが、テングノオトシゴ属では腹側が死角となっている。
背鰭と臀鰭は互いに向かい合う位置にあり、いずれも5本の分枝しない軟条で構成される。背鰭の棘条は1本の担鰭骨が痕跡的に残るのみである。胸鰭は比較的大きく水平に開き、9-19本の軟条からなる。腹鰭は腹部に位置し1棘2-3軟条で、尾鰭の鰭条は8本。
前鰓蓋骨が大きく発達する一方、鰓蓋骨・下鰓蓋骨は間鰓蓋骨から遊離し非常に小さい。上および後擬鎖骨を欠き、眼窩は3種類の骨に囲まれ、涙骨が最も大きい。鰓条骨は5本、椎骨は19-22個で、腹椎の前方6個が伸長している。

## 分類

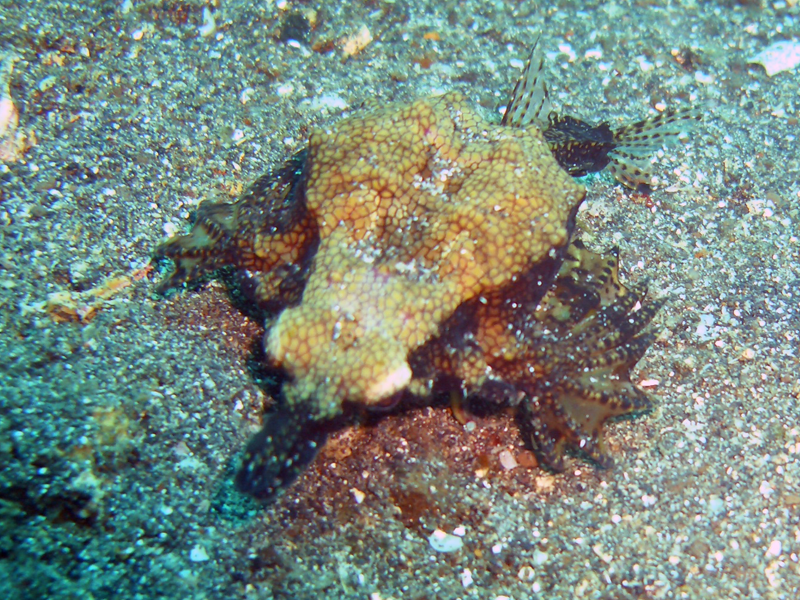
ウミテング Eurypegasus draconis （ウミテング属）。天狗に例えられるへら状の吻（口先）が本科魚類の大きな特徴である

ウミテング科にはNelson（2016）の体系において2属5種が認められていた。その後2016年、2020年にPegasus属として2種が追加され、さらに2022年に新たにPegasus属1種が記載されると同時にPegasus属が側系統であることが示唆された。
本科はその際立った形態学的特徴から、かつては独立の「ウミテング目：Pegasiformes」として扱われ、トゲウオ目とヨウジウオ目の中間に位置付けられていた。
- ウミテング属 Eurypegasus
  - ウミテング Eurypegasus draconis　‐　西太平洋、南太平洋、インド洋
  - Eurypegasus papilio　 -  ハワイ諸島固有種
- テングノオトシゴ属 Pegasus
  - テングノオトシゴ Pegasus laternarius　-　西太平洋、インド洋東部
  - Pegasus nanhaiensis[6][8]　-　南シナ海、タイ、マレーシア
  - Pegasus lancifer　-　オーストラリア南部
  - ヤリテング Pegasus volitans　-　西太平洋、インド洋、オーストラリア東部、北部、西部
  - Pegasus sinensis[1]　-　中国福建省沿岸
  - Pegasus tetrabelos[5]　-　オーストラリア東部、北部